# Hinckley and Bosworth
Hinckley and Bosworth es un distrito no metropolitano con el estatus de municipio, ubicado en el condado de Leicestershire (Inglaterra). Fue constituido el 1 de abril de 1974 bajo la Ley de Gobierno Local de 1972 como una fusión del distrito urbano de Hinckley y el distrito rural de Market Bosworth, salvo Ibstock.

## Geografía
Según la Oficina Nacional de Estadística británica, Hinckley and Bosworth tiene una superficie de 297,35 km².

## Demografía
Según el censo de 2001, Hinckley and Bosworth tenía 100 141 habitantes (49,1% varones, 50,9% mujeres) y una densidad de población de 336,78 hab/km². El 19,06% eran menores de 16 años, el 73,52% tenían entre 16 y 74 y el 7,42% eran mayores de 74. La media de edad era de 39,82 años. 
La mayor parte (97,05%) eran originarios del Reino Unido. El resto de países europeos englobaban al 1,24% de la población, mientras que el 0,52% había nacido en África, el 0,79% en Asia, el 0,22% en América del Norte, el 0,02% en América del Sur, el 0,13% en Oceanía y el 0,01% en cualquier otro lugar. Según su grupo étnico, el 97,93% de los habitantes eran blancos, el 0,59% mestizos, el 1,06% asiáticos, el 0,11% negros, el 0,21% chinos y el 0,1% de cualquier otro. El cristianismo era profesado por el 78,43%, el budismo por el 0,11%, el hinduismo por el 0,51%, el judaísmo por el 0,05%, el islam por el 0,27%, el sijismo por el 0,24% y cualquier otra religión por el 0,19%. El 14,19% no eran religiosos y el 6,02% no marcaron ninguna opción en el censo.
El 38,91% de los habitantes estaban solteros, el 46,83% casados, el 1,78% separados, el 6,19% divorciados y el 6,29% viudos. Había 41 085 hogares con residentes, de los cuales el 24,59% estaban habitados por una sola persona, el 7,77% por padres solteros con o sin hijos dependientes, el 66,26% por parejas (55,94% casadas, 10,32% sin casar) con o sin hijos dependientes, y el 1,38% por múltiples personas. Además, había 959 hogares sin ocupar y 61 eran alojamientos vacacionales o segundas residencias.	